# Calophasia opalina
Calophasia opalina is een vlinder uit de familie uilen (Noctuidae). De wetenschappelijke naam is voor het eerst geldig gepubliceerd in 1793 door Esper.
De soort komt voor in Europa.